# トルクメニスタン時間
トルクメニスタンでは、トルクメニスタン時間（TMT、UTC+5）が標準時に採用されている。夏時間は実施していない。

## IANAのTime Zone Database
IANAのTime Zone Databaseには、トルクメニスタンの標準時が1つ含まれている。
| 国コード | 座標        | 時間帯ID      | 注釈 | 協定世界時との差 | 夏時間 | 備考 |
| -------- | ----------- | ------------- | ---- | ---------------- | ------ | ---- |
| TM       | +3757+05823 | Asia/Ashgabat |      | +05:00           | +05:00 |      |